# Lucia Azzolina
Lucia Azzolina (Siracusa, 25 agosto 1982) è una politica e docente italiana, dal 10 gennaio 2020 al 13 febbraio 2021 ministro dell'istruzione nel governo Conte II.

## Biografia

### Studi e carriera scolastica
Nata nel 1982 da un poliziotto penitenziario e da una casalinga a Siracusa, è cresciuta a Floridia e dopo la maturità scientifica si è laureata in Filosofia presso l'Università degli Studi di Catania, ottenendo il titolo triennale nel 2004 e quello magistrale nel 2006, entrambi con il punteggio di 110/110 e lode.
Dopo la specializzazione sul sostegno nel 2008 ha iniziato ad insegnare in una scuola prima a La Spezia e successivamente a Sarzana. Nel 2013 si è laureata in giurisprudenza presso l'Università di Pavia, con specializzazione in diritto amministrativo.
Dal 2014 diviene insegnante di sostegno di ruolo a Biella, dedicandosi poi all'attività sindacale a tempo pieno presso l'Associazione nazionale insegnanti e formatori (ANIEF). Nel 2017 torna a lavorare come insegnante di sostegno e nel settembre 2021, dopo aver superato il concorso da dirigente scolastico, torna a lavorare a scuola come preside.

### Vita privata
Con l'avvocato Giovanni Rinaldi ha avuto un figlio: Leonardo Rinaldi Azzolina (2023) e di Aurora Rinaldi Azzolina (2025)

## Attività politica

### Deputata
Inizia la sua attività politica nel 2018, quando alle elezioni politiche è candidata alla Camera dei Deputati nel collegio plurinominale Piemonte 2 - 02 nelle liste del Movimento 5 Stelle, non venendo inizialmente eletta. Tuttavia il 20 marzo 2018 viene ripescata: la Corte suprema di Cassazione, visto il numero di candidati pentastellati in Campania e Sicilia inferiore rispetto ai seggi assegnati, le ha assegnato un seggio vacante nella circoscrizione Campania 1. Durante la XVIII legislatura è stata membro della VII Commissione cultura.

### Sottosegretario all'istruzione
Il 13 settembre 2019 è stata nominata Sottosegretario di Stato al Ministero dell'istruzione, dell'università e della ricerca nel governo Conte II.
Nel dicembre dello stesso anno, in occasione dell'approvazione del decreto scuola da lei messo a punto, il sottosegretario ha subito critiche da alcuni movimenti di docenti italiani che l'accusavano di non aver mantenuto fede, a loro avviso, agli impegni presi in campagna elettorale. Alcune di queste critiche sono sfociate in insulti e minacce. Azzolina ha ricevuto attestati di solidarietà dall'allora Ministro dell'istruzione Lorenzo Fioramonti e da altri colleghi di partito.

### Ministro dell'istruzione
In seguito alle dimissioni di Lorenzo Fioramonti dalla carica di Ministro dell'istruzione, dell'università e della ricerca e al successivo smembramento del dicastero, Azzolina è annunciata come suo successore al Ministero dell'istruzione durante la conferenza di fine anno tenuta dal Presidente del Consiglio Giuseppe Conte il 28 dicembre 2019. Il 10 gennaio 2020 ha prestato giuramento ed è entrata ufficialmente in carica.
Durante il suo mandato da ministra il rapporto con i sindacati della scuola non sono stati idilliaci. Infatti, il 2 febbraio 2020 cinque sigle sindacali della scuola (FLC CGIL, CISL, UIL, SNALS CONFSAL e Gilda degli insegnanti) hanno accusato il ministro di non aver attuato politiche idonee in relazione ai docenti precari, proclamando uno sciopero su scala nazionale per il 17 marzo.
Nel dicembre del 2020 ha introdotto, tramite l'ordinanza ministeriale 172 del 04/12/2020, un nuovo sistema di valutazione per la scuola primaria che supera quello dei voti numerici nella valutazione periodica e finale, in linea con i risultati della ricerca accademica in campo di formazione: una valutazione formativa, con giudizi descrittivi che restituiscono agli studenti un feedback costruttivo e puntuale, che apprezza prioritariamente i traguardi raggiunti e indica solo in seguito la strada per migliorarsi. Il mondo accademico ha accolto con entusiasmo questo passaggio verso le evidenze scientifiche sull'efficacia e la bontà di questo metodo di valutazione che non etichetta e che aiuta gli alunni, concretamente e in modo trasparente, a comprendere gli errori e a sviluppare il proprio potenziale, facendoli sentire apprezzati e valorizzati. Il giudizio descrittivo è riferito a quattro livelli di apprendimento: avanzato, intermedio, base, in via di acquisizione.
Il 13 febbraio 2021, con la caduta del governo Conte II, le succede Patrizio Bianchi.

### La sconfitta alle elezioni politiche del 2022
Il 24 giugno 2022 abbandona il M5S aderendo a Insieme per il futuro, gruppo nato da una scissione guidata da Luigi Di Maio.
Alle elezioni politiche del 2022 viene ricandidata alla Camera nel collegio uninominale Sicilia 2 - 04 (Siracusa) per il centro-sinistra, ottenendo il 17,71% e venendo superata da Giovanni Luca Cannata del centrodestra (39,31%) e Maria Concetta Di Pietro del Movimento 5 Stelle (33,52%), e come capolista di Impegno Civico, nuova formazione di Di Maio e Bruno Tabacci, in tre collegi plurinominali della Sicilia e nel collegio Piemonte 2 - 01. Non viene eletta in nessun collegio, uscendo così dal Parlamento, poiché Impegno Civico, eletto dallo 0.8% tra i votanti, non ha superato lo sbarramento e arrivando terza al collegio uninominale di Siracusa.

## Controversie
A maggio 2019 il settimanale L'Espresso, a firma di Luca Telese, pubblica una serie di articoli in cui mette in evidenza la sua partecipazione al concorso da dirigente scolastico, bandito il 24 novembre 2017 e svoltosi tra il 2018 e il 2019 (classificandosi al 2542º posto su un totale di 2900 posti disponibili in un concorso a cui avevano partecipato 35000 docenti) pur essendo investita della carica di membro della Commissione parlamentare istruzione della Camera. Alle critiche su un paventato conflitto di interessi, sollevate anche da membri del Movimento 5 Stelle, Azzolina ha risposto affermando che si trattava di un concorso al quale si stava preparando dal 2017, senza però entrare nel merito del perché non avesse rinunciato all'incarico in Commissione.    Oltremodo su detto concorso, a seguito di presunte irregolarità denunciate da partecipanti, vi è l'indagine da parte di sei Procure della Repubblica: vi sono stati candidati promossi con il massimo dei voti, pur avendo risposto in maniera errata ad alcuni quesiti   . Successivamente tredici funzionari facenti parte della commissione esaminatrice sono stati rinviati a giudizio 
Il 27 dicembre 2019 il presidente della Commissione per l'accesso al ruolo di dirigente scolastico Massimo Arcangeli, che giudicò la prova orale della deputata, mette in dubbio la capacità della stessa nel poter svolgere l'incarico di ministro dell'Istruzione, sulla base dei risultati ottenuti nelle prove. Infatti, come pubblicato dal Miur, la Azzolina ha avuto zero su sei punti in informatica, e cinque su dodici punti in inglese. La Commissione presieduta dallo stesso Arcangeli complessivamente ha attribuito punti 80,5/100 alla prova scritta e punti 75/100 alla prova orale.
Sempre Massimo Arcangeli, sul quotidiano la Repubblica dell'11 gennaio 2020, sostiene che alcuni paragrafi della tesi da lei a suo tempo presentata per l’abilitazione all'insegnamento sarebbero stati copiati da testi specialistici. Dopo la pubblicazione della notizia, i partiti d’opposizione, tra cui la Lega, ne hanno chiesto le dimissioni dalla carica governativa. Lucia Azzolina ha replicato alle accuse rilevando che non si tratta né di una tesi di laurea né di un plagio, essendo lo scritto una semplice relazione di fine tirocinio.

## Opere
- La vita insegna. Dalla Sicilia al Ministero, il viaggio di una donna che alla scuola deve tutto, Baldini Castoldi, 2021, ISBN 9788893884495